# Tornado Warning
Tornado Warning est un téléfilm américain diffusé le 13 septembre 2002 sur le réseau Pax.

## Synopsis
Inventeur d'un système qui permet de prévoir la formation des tornades, Jake Arledge met en garde les autorités d'une petite bourgade de l'imminence de vents d'une violence exceptionnelle. Confronté à leur inertie, il continue néanmoins d'alerter la population, indifférente elle aussi et surtout impatiente de fêter l'anniversaire de la création de la ville. Alors que tous prennent enfin conscience du danger, il est déjà trop tard...

## Fiche technique
- Réalisation : Tibor Takács
- Durée : 88 minutes
- Éditeur : Antartic
- Distributeur : Fravidis
- Regent Entertainment
- Shavick Entertainment
- Lester Beach Entertainmen
- Sortie aux États-Unis : 13 septembre 2002
- Sortie en France : 6 septembre 2004

## Distribution
- Gerald McRaney : Dr Jake Arledge
- Thea Gill : Dee Mazur
- David Millbern : Kirt Reid
- Steve Braun : Mark Scott
- Joan Van Ark : Mayor McAnders
- Onalee Ames : Mrs. Whiteson
- Rhiannon Benedict : Norma